# Indochina Airlines
Indochina Airlines – wietnamska tania linia lotnicza działająca w latach 2008–2009, z siedzibą w Ho Chi Minh. Głównym węzłem był port lotniczy Tân Sơn Nhất.

## Flota
W swojej historii przewoźnik posiadał dwa samoloty typu Boeing 737-800.